# Covelo de Paivó e Janarde
Covelo de Paivó e Janarde est une paroisse civile portugaise (en portugais : freguesia) de la municipalité d'Arouca dans le district d'Aveiro. Elle est créée en 2013, par fusion des paroisses de Covelo de Paivó et Janarde.

## Géographie
Covelo de Paivó e Janarde est située au sud-est d'Arouca.
Au nord, son territoire est délimité par la rivière Paiva (en), qui borde Janarde, Além do Barco et Meitriz. Au sud, le village de Covelo de Paivó est arrosée par la rivière Paivó. La paroisse regroupe également les hameaux de Carvoeiro, Cortegaça, Drave, Regoufe, Silverias et Telhe.

## Histoire
La paroisse est créée par la loi no 11-A/2013 du 28 janvier 2013 portant réorganisation administrative du territoire des freguesias, en fusionnant les paroisses de Covelo de Paivó et Janarde. Son nom officiel est União das Freguesias de Covelo de Paivó e Janarde et son siège est fixé à Covelo de Paivó.

## Démographie
Lors du recensement de 2021, Covelo de Paivó e Janarde compte 171 habitants. C'est alors la paroisse la moins peuplée de la municipalité d'Arouca.